# Ginnastica ai Giochi della XXIX Olimpiade - Corpo libero femminile
La finale del corpo libero femminile si è svolta allo Stadio Coperto Nazionale di Pechino il 17 agosto, con inizio alle ore 18:00.

## Finale
| Pos. | Ginnasta                       | Punteggio di partenza | Punteggio della giuria | Penalità | Totale |
| ---- | ------------------------------ | --------------------- | ---------------------- | -------- | ------ |
|      | Sandra Izbașa ( Romania)       | 6,500                 | 9,150                  | -        | 15,650 |
|      | Shawn Johnson ( Stati Uniti)   | 6,400                 | 9,100                  | -        | 15,500 |
|      | Nastia Liukin ( Stati Uniti)   | 6,200                 | 9,225                  | -        | 15,425 |
| 4    | Jiang Yuyuan ( Cina)           | 6,300                 | 9,050                  | -        | 15,350 |
| 5    | Ekaterina Kramarenko ( Russia) | 6,100                 | 8,925                  | -        | 15,025 |
| 6    | Daiane Santos ( Brasile)       | 6,400                 | 8,775                  | 0,200    | 14,975 |
| 7    | Cheng Fei ( Cina)              | 6,300                 | 8,250                  | -        | 14,550 |
| 8    | Anna Pavlova ( Russia)         | 5,800                 | 8,325                  | -        | 14,125 |